# Kapadokijska tema
Kapadokijska tema (starogrško θεμα Καππαδοκίας, latinizirano: thema Kappadokías) je bila bizantinska tema (vojaško-civilna provinca), ki je od začetka 9. do poznega 11. stoletja obsegala južni del istoimenske regije. 

## Lokacija
Tema je zajemala večino poznoantične rimske province Kapadokije. Do zgodnjega 10. stoletja je na severozahodu mejila na Bukelarsko temo in na severu z Armensko, kasneje Harsianonsko temo. Na jugu je mejila na gorovje Taurus in na mejnem območju Tungur v Kilikiji na Omajadski kalifat. Na vzhodu je mejila na Anatolsko temo.

## Zgodovina
Kapadokija je zaradi svoje lege neposredno severno od Kilikijskih vrat, glavne invazijske poti Arabcev v Anatolijo, močno trpela zaradi ponavljajočih se arabskih napadov na njena mesta in trdnjave. Pokrajina je bila zelo opustošena in razseljena. Arabci so v začetku 9. stoletja uničili mesta Tiana, Heraclea Cybistra in Faustinopolis. Herakleja je bila kasneje obnovljena, prebivalci drugih dveh mest pa so zbežali  v trdnjavi Nigde oziroma Loulon.
Kapadokijska tema je bila sprva turma Anatolske teme. Zaradi boljše obrambe pred Arabci je bila reorganizirana v samostojno obmejno marko (kleisura) in nato povišana v temo. Kot taka je prvič izpričana leta 830. Po mnenju muslimanskih geografov Ibn Hordadbeha in Ibn al-Faqiha je bila močno utrjena z več kot dvajsetimi mesti in trdnjavami in imela v 9. stoletju garnizijo 4000 mož. V temi so bili tudi najmanj trije veliki cesarski vojaški tabori (Koloneia, Caesarea in Bathys Ryax)  ki so služili kot zbirališča za tematske vojske med večjimi vojaškimi operacijami. Strategi Kapadokijske teme so imeli sedež verjetno v trdnjavi Koron (sodobni Çömlekçi),  pozneje morda v Taini, in prejemali letno plačo 20 funtov zlata. Na položaj stratega so bili običajno imenovani protospatariji, ki jih je nekaj napredovalo do patrikijev.
Arabski napadi so bili v 9. stoletju še vedno pogosti. Arabska vojska je v letih 833–879 zasedla Loulon, eno ključnih trdnjav, ki so varovale severni izhod iz Kilicijskih vrat. Po veliki bizantinski zmagi v bitki pri Lalakaonu leta 863 in uničenju pavličanske države pri Tefriki leta 872 ali 878 so se varnostne razmere znatno izboljšale, vendar je območje ostalo tarča arabskih napadov. Leta 897 so Arabci celo izropali  tematsko prestolnico Koron.
Pod cesarjem Leonom VI. Modrim (vladal 886–912) sta bila del vzhodne Kapadokijske teme, v katerem je ležala Cezareja, in turma Kase dodeljena Harsianonski temi, Kapadokijska tema pa se je na drugi strani razširila proti severozahodu na območje Slanega jezera na ozemlje Anatolske in Bukelarske teme.
Padec Melitene leta 934 in osvojitve Ivana Kurkuasa so odpravile neposredno grožnjo Kapadokijski temi. V 10. stoletju so se na  izpraznjeno ozemlje naselili Armenci in sirski kristjani. Kapadokija kot celota je postala glavno oporišče anatolske vojaške aristokracije, zlasti klanov Foka in Maleinos,  katerih obsežna posestva, veliko bogastvo in vojaški prestiž so predstavljali resen izziv za osrednjo cesarsko vlado in pripeljali do več zaporednih uporov v drugi polovici 10. stoletja. Moč magnatov je bila zlomljena z zaplembo njihovih posesti pod cesarjem Bazilijem II. (vladal 976–1025).
Obsežna naselitev Armencev se je zgodila v prvi polovici 11. stoletja. Prvi napadi Seldžukov na to območje so se začeli okoli leta 1050 in se v naslednjih dveh desetletjih stopnjevali. Po bitki pri Manzikertu leta 1071 so Seldžuki okupirali večino Kapadokije. Toparhi Kapadokije in Home, ki so se pojavili leta 1081, morda kažejo na nadaljevanje bizantinske oblasti v delih zahodne Kapadokije, lahko pa kažejo zgolj na ohranitev naslova. 